# Zambrana (Alava)
Zambrana en espagnol ou Zanbrana en basque est une commune d'Alava, dans la communauté autonome du Pays basque en Espagne.

## Hameaux
La commune comprend les hameaux suivants :
- Berganzo, concejo ;
- Ocio, concejo ;
- Portilla (Zabalate en basque), concejo ;
- Zambrana (Zanbrana en basque), concejo, chef-lieu de la commune.

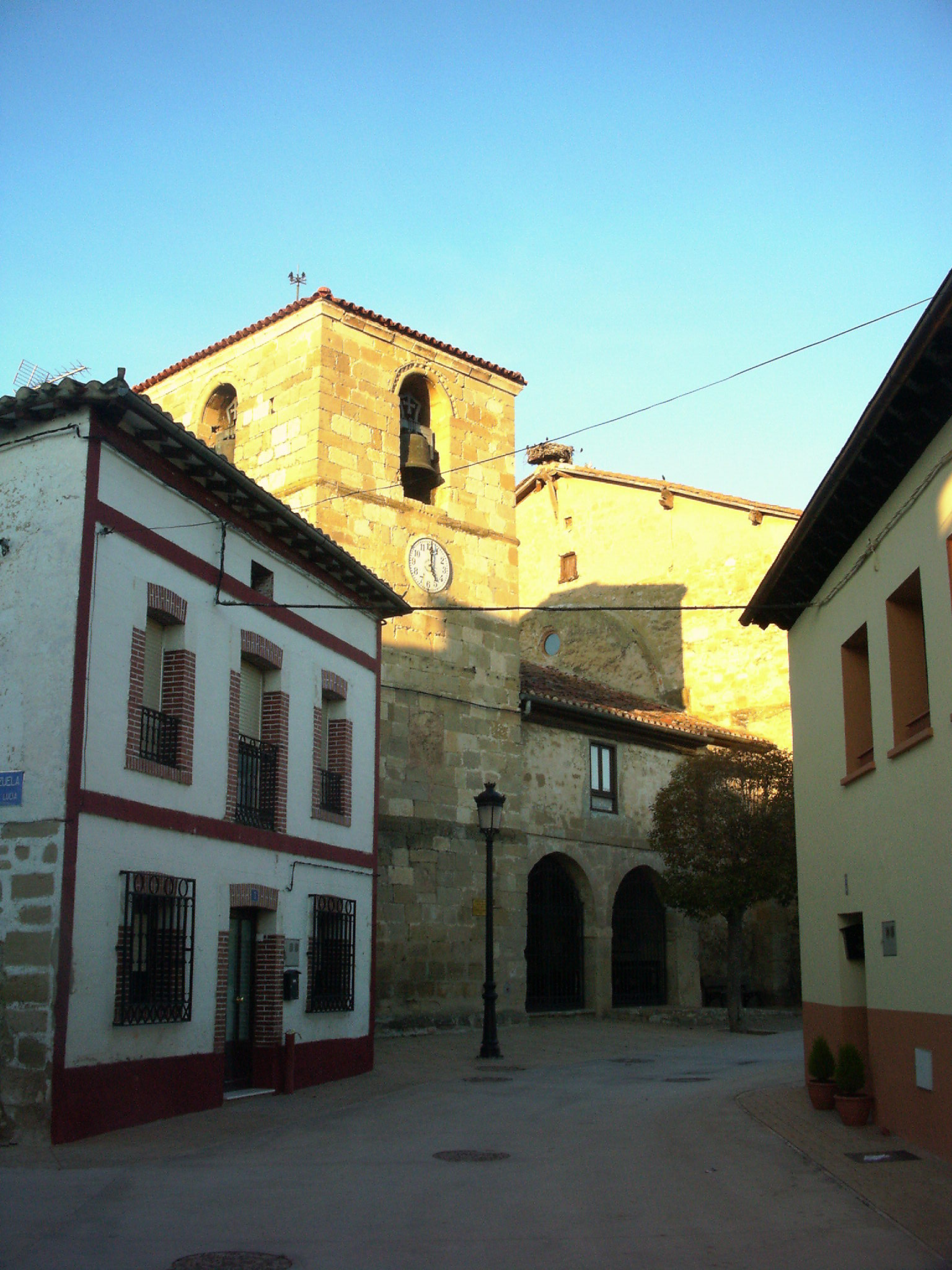
Église de Santa Luzia à Zambrana.
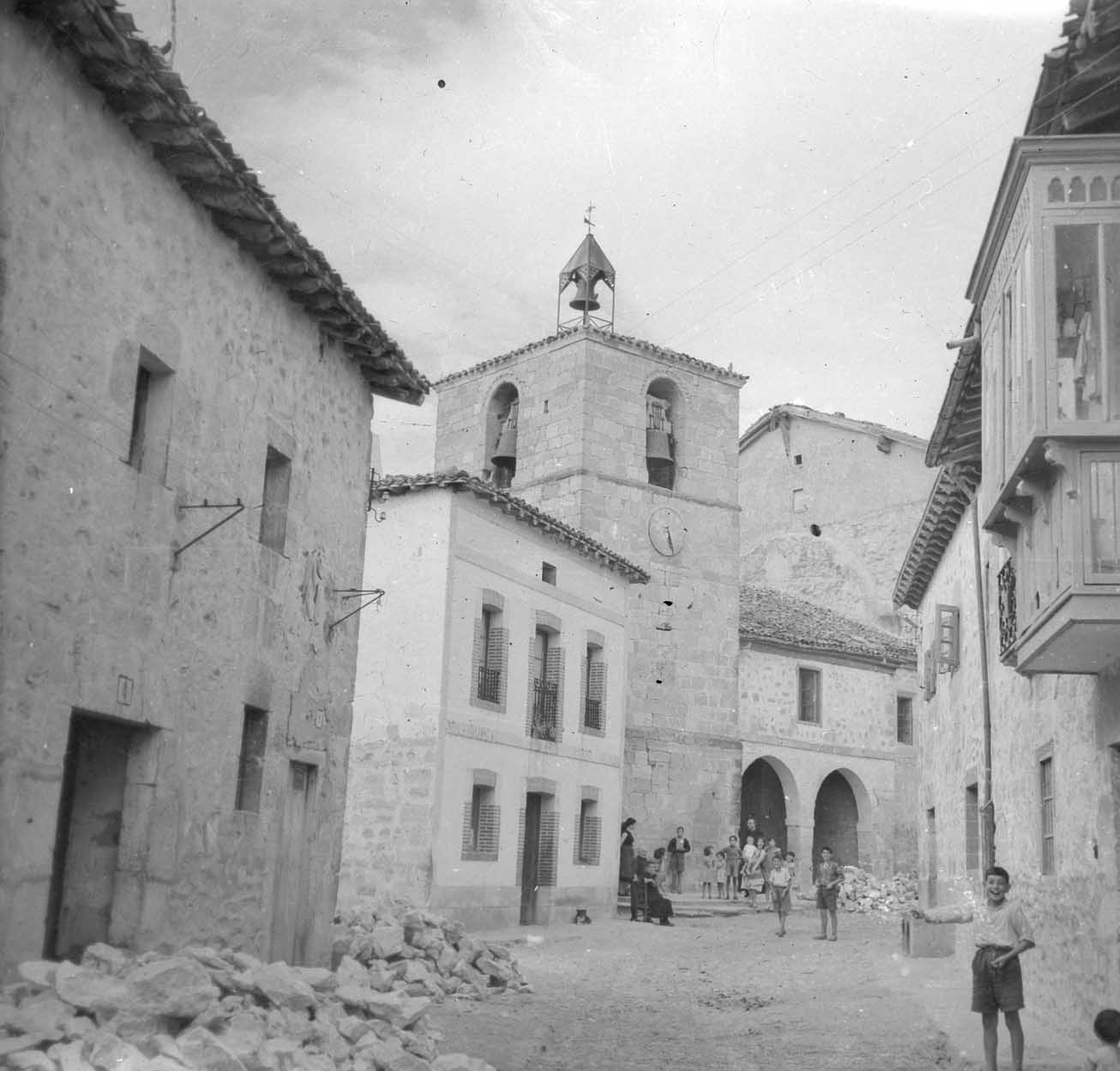
Photo prise en 1956.